# Wskaźnik Shannona-Wienera
Wskaźnik Shannona-Wienera {\displaystyle (H')} (czasami błędnie nazywany „wskaźnikiem Shannona-Weavera”). Jest to najczęściej stosowany wskaźnik różnorodności biologicznej. Jego wartość określa prawdopodobieństwo, że dwa wylosowane z próbki osobniki będą należały do różnych gatunków. Został wyprowadzony niezależnie przez dwóch badaczy: Claude’a Shannona i Norberta Wienera.
Wskaźnik Shannona-Wienera wyraża się wzorem:
{\displaystyle H'=-\sum _{i=1}^{S}p_{i}\log _{2}p_{i},}
gdzie:
{\displaystyle S} – liczba gatunków (bogactwo gatunkowe),
{\displaystyle p_{i}} – stosunek liczby osobników danego gatunku do liczby wszystkich osobników ze wszystkich gatunków: {\displaystyle {\frac {n_{i}}{N}},}
{\displaystyle n_{i}} – liczba osobników {\displaystyle i}-tego gatunku,
{\displaystyle N} – liczba wszystkich osobników ze wszystkich gatunków.
Podstawa logarytmu zastosowana w równaniu zależy od wyboru jednostki miary informacji. Przy przyjęciu za taką bitu, podstawą jest dwa. Shannon w swoich analizach przywoływał również jako podstawy 10 oraz e. Wówczas jednostki miary informacji byłyby odpowiednio dziesiętne lub naturalne. Rozważał także stosowanie dowolnej podstawy. W naukach przyrodniczych spotyka się postać równania z logarytmem naturalnym (ln).